# Рафа Соаріш
Рафа Соаріш (порт. Rafa Soares, нар. 9 травня 1995, Марку-де-Канавезеш) — португальський футболіст, захисник іспанського клубу «Ейбар».

## Клубна кар'єра
Народився 9 травня 1995 року в місті Марку-де-Канавезеш. Починав займатися футболом у команді «Алпендорада», а 2005 року перейшов до академії «Порту».
У дорослому футболі дебютував 2013 року виступами за команду «Порту Б», у складі якої грав у другом португальскому дивізіоні протягом трьох сезонів. До основної команди «Порту» не пробився, натомість протягом 2016–2018 років на умовах оренди грав за «Академіку», «Ріу-Аве» та англійський «Фулгем».
Частину 2018 року провів у складі «Портімоненсі», після чого сатв гравцем «Віторії» (Гімарайнш).
2020 року був орендований іспанським «Ейбаром».

## Виступи за збірні
2010 року дебютував у складі юнацької збірної Португалії (U-16), загалом на юнацькому рівні взяв участь у 63 іграх за команди різних вікових категорій, відзначившись 3 забитими голами. У складі збірної U-20 був учасником молодіжної світової першості 2015 року.
2014 року взяв участь у дев'яти іграх молодіжної збірної Португалії.